# Алмир
Алмир (26. март 1969) бивши је бразилски фудбалер.

## Каријера
Током каријере играо је за Гремио Порто Алегре, Сантос, Сао Пауло, Палмеирас, Интернасионал и многе друге клубове.

## Репрезентација
За репрезентацију Бразила дебитовао је 1990. године. За национални тим одиграо је 5 утакмица.

## Статистика
| Бразил | Бразил | Бразил |
| Год.   | Ута.   | Гол.   |
| ------ | ------ | ------ |
| 1990   | 1      | 0      |
| 1991   | 1      | 0      |
| 1992   | 0      | 0      |
| 1993   | 3      | 0      |
| Укупно | 5      | 0      |